# 金沢市農業協同組合
金沢市農業協同組合（かなざわしのうぎょうきょうどうくみあい）は、石川県金沢市に本店を置く農業協同組合。略称はJA金沢市。
1974年（昭和49年）4月1日に金沢市内の33あった農協のうち、中心部6つを除き27の農協が合併して誕生した。
残りの6つは金沢中央農業協同組合（JA金沢中央）となった。
ほがらか村（JA金沢市農産物直売所）では、組合員が作った農作物や加賀野菜を販売している。